# Platteville (Wisconsin)
 Platteville è una città statunitense della contea di Grant nello stato del Wisconsin.